# Carol City
Carol City fue un lugar designado por el censo ubicado en el condado de Miami-Dade en el estado estadounidense de Florida. En el Censo de 2000 tenía una población de 59.443 habitantes y una densidad poblacional de 2.980,66 personas por km².

## Geografía
Carol City se encuentra ubicado en las coordenadas 25°56′32″N 80°16′12″O / 25.94222, -80.27000. Según la Oficina del Censo de los Estados Unidos, Carol City tiene una superficie total de 19.94 km², de la cual 19.68 km² corresponden a tierra firme y (1.3%) 0.26 km² es agua.

## Demografía
Según el censo de 2000, había 59.443 personas residiendo en Carol City. La densidad de población era de 2.980,66 hab./km². De los 59.443 habitantes, Carol City estaba compuesto por el 38.11%% blancos, el 52.10%% eran afroamericanos, el 0.55%% eran amerindios, el 0.19%% eran asiáticos, el 0.04%% eran isleños del Pacífico, el 5.53%% eran de otras razas y el 3.48%% pertenecían a dos o más razas. Del total de la población el 42%% eran hispanos o latinos de cualquier raza.

## Educación
Las Escuelas Públicas del Condado de Miami-Dade gestiona las escuelas públicas de Carol City:
- Escuela Secundaria Miami Carol City